# 颱風哈格比 (2008年)
颱風黑格比（英語：Typhoon Hagupit；國際編號：0814；聯合颱風警報中心：18W；菲律賓大氣地球物理和天文服務管理局：Nina）為2008年太平洋颱風季第14個被命名的熱帶氣旋。「黑格比」是由菲律賓所提供的熱帶氣旋名稱，意思為「鞭撻」。

## 發展過程
2008年9月15日，位於太平洋西部的一個低壓區在關島以北海域產生熱帶擾動。聯合颱風警報中心於9月17日升格為熱帶低氣壓，於9月20日升格為熱帶風暴，該時位於菲律賓以東海域 14.4°N 129.4°E，具每分鐘平均風速30knot（55km/h）。
在9月18日，一熱帶低氣壓在關島之西北形成。翌日，聯合颱風警報中心將它升格為熱帶風暴。其後在13時30分，日本氣象廳升格為熱帶風暴並命名為黑格比。9月20日01時15分 UTC，日本氣象廳升格為強烈熱帶風暴。同日12時50分日本氣象廳再將之升格為颱風，15時聯合颱風警報中心升格為颱風。
在9月24日6时45分（UTC+8）在广东省电白县陈村镇沿海登陆，登陆时中心最大风力有15级（48米/秒/每小時175公里）。 登陆后在廉江市境内减弱为台风，在同日下午2時于广西壮族自治区北海市合浦县境内减弱为强烈热带风暴，同日下午8時減弱為熱帶風暴。9月25日2時，黑格比進入越南境內並減弱為一熱帶低氣壓，並於同日晚上消散。
黑格比形成至四級颱風，風眼大而明顯，暴風範圍罕有地廣闊。主要是因為黑格比在呂宋海峽及巴士海峽進入南中國海前已形成颱風，期間並無掠過任何陸地，且黑格比與菲律賓、台灣、華南的沿岸地區保持在200公里或以上的距離。其移動速度一直平均保持在每小時30公里的較快速度，使得半圓效應明顯，加上南中國海北部適逢垂直風切變微弱，並有赤道西南氣流支援，更甚的是中國大陸沒有任何東北季候風向南推進。
黑格比的西向路線得以一直穩定，皆因位於中國中部及太平洋西部的兩個高壓區向西推進，加上拉尼娜現象影響，導致黑格比採取偏西路線。
值得留意的是，今次的黑格比與對上一次2002年熱帶風暴黑格比強度雖然相差甚遠，但同樣地在南海北部活躍和為廣東西部沿岸帶來狂風暴雨。

## 影響

### 菲律賓
當地發出之最高風暴信號：三號風暴信號
哈格比颱風所造成的大雨導致一處礦坑洞口坍方，有13人活埋受困，目前生死未明。在朗布隆（Romblon）的聖費爾南多），有二座橋因為哈格比相關雨帶沖毀。

### 臺灣
當地發佈之颱風警報：海上陸上颱風警報
中央氣象局在2008年9月22日凌晨2時30分發出陸上颱風警報。恆春半島出現11級陣風.由於颱風主要環流雲系是由海面上通過，降雨集中在迎風面的東半部地區，花蓮縣布洛灣最大降雨量有206毫米。

### 香港
| 長洲 · 113 km/h赤鱲角 · 81 km/h青衣 · 46 km/h啟德 · 67 km/h西貢 · 82 km/h沙田 · 42 km/h濕地公園 · 48 km/h打鼓嶺 · 45 km/h 天文台測風網絡8個參考自動氣象站錄得之最高10分鐘平均風速。圖例： · 代表錄得強風（共4個氣象站） · 代表錄得烈風（共3個氣象站） · 代表錄得暴風（共1個氣象站） · 備註：長洲錄得最高10分鐘平均風速原為每小時114公里，後在天文台黑格比報告中修改為每小時113公里。 | 長洲 · 108 km/h赤鱲角 · 76 km/h青衣 · 40 km/h啟德 · 54 km/h西貢 · 72 km/h沙田 · 34 km/h濕地公園 · 43 km/h打鼓嶺 · 38 km/h 天文台測風網絡8個參考自動氣象站錄得之最高每小時平均風速。圖例： · 代表錄得強風以下風速（共3個氣象站） · 代表錄得強風（共2個氣象站） · 代表錄得烈風（共2個氣象站） · 代表錄得暴風（共1個氣象站） | 長洲 · 113 km/h赤鱲角 · 81 km/h青衣 · 46 km/h啟德 · 67 km/h西貢 · 82 km/h沙田 · 42 km/h流浮山 · 68 km/h打鼓嶺 · 45 km/h 天文台測風網絡8個參考自動氣象站錄得之最高10分鐘平均風速。圖例： · 代表錄得強風（共3個氣象站） · 代表錄得烈風（共4個氣象站） · 代表錄得暴風（共1個氣象站） · 備註：此圖假定黑格比襲港時，流浮山已取代濕地公園，成為8個指定自動氣象站之一。 | 長洲 · 108 km/h赤鱲角 · 76 km/h青衣 · 40 km/h啟德 · 54 km/h西貢 · 72 km/h沙田 · 34 km/h流浮山 · 59 km/h打鼓嶺 · 38 km/h 天文台測風網絡8個參考自動氣象站錄得之最高每小時平均風速。圖例： · 代表錄得強風以下風速（共3個氣象站） · 代表錄得強風（共2個氣象站） · 代表錄得烈風（共2個氣象站） · 代表錄得暴風（共1個氣象站） · 備註：此圖假定黑格比襲港時，流浮山已取代濕地公園，成為8個指定自動氣象站之一。 |

- 當地發出之最高熱帶氣旋警告信號： 八號東北烈風或暴風信號 /  八號東南烈風或暴風信號
- 最接近當地時間：2008年9月23日晚上10時至11時
- 最接近當地位置：香港之西南偏南約180公里

香港天文台在2008年9月22日下午6時40分發出一號戒備信號，當時黑格比位於香港之東南偏東約790公里。天文台已隨即提到黑格比是一成熟及移動快速的颱風，更指其中心風力已達每小時160公里。天文台在9月23日上午10時25分發出三號強風信號，當時黑格比位於香港之東南偏南約350公里。天文台在上午10時半表示日落前後考慮發出八號信號，教育局宣佈所有幼稚園當天全日停課。
隨著颱風黑格比迅速接近及風力逐漸增強，天文台再於9月23日下午1時45分表示下午4時至晚上8時考慮發出八號信號。天文台在下午4時正發出「熱帶氣旋之特別報告」，宣佈會在下午6時或之前發出八號熱帶氣旋警告信號，並在下午6時正發出八號東北烈風或暴風信號，當時黑格比位於香港東南偏南約210公里。這是2008年第4個需要令香港發出八號或以上的熱帶氣旋警告的熱帶氣旋，對上一次有4個或更多熱帶氣旋令天文台發出八號或以上信號是1999年。海陸空交通逐漸暫停。當晚香港廣泛地區吹東至東北烈風，離岸吹暴風，高地更吹颶風。受到風暴潮及漲潮共同影響，處於香港岸邊的低窪地區（包括上環、西營盤、沙田、大澳、杏花邨等）均出現水浸以及海水倒灌情況，其中在大澳的海水倒灌最為嚴重，水深及胸，造成同年6月7日空前暴雨以來最嚴重的水浸。當局亦收到多宗塌樹報告，而鯉魚門鄉村居民於同日晚上緊急疏散。黑格比於晚上10時至11時最接近香港，在香港之西南偏南約180公里掠過。
天文台在9月24日凌晨12時40分改發八號東南烈風或暴風信號，當時黑格比位於香港之西南約200公里。此時香港轉吹東南烈風至暴風，天文台在凌晨12時45分表示八號信號最少需維持至早上6時。風暴期間，8個指定自動氣象站有4個錄得烈風、當中長洲更吹暴風，這次是第2個達標的八號熱帶氣旋警告信號；另外所有指定自動氣象站更全部錄得強風或以上風力，同樣是修訂發出三號及八號信號準則以來第2次（第1次是同年的颱風鸚鵡）。香港教育局宣布，所有上午校、全日制學校於9月24日停課。長洲錄得每小時114公里最高10分鐘平均風速，平2006年颱風派比安紀錄，後於天文台颱風黑格比報告修訂為每小時113公里，僅次於派比安。由於黑格比逐漸遠離香港，香港天文台於9月24日早上6時半改發三號強風信號，當時黑格比集結在香港之西南偏西約330公里。八號烈風或暴風信號共發出12小時半。
受到黑格比雨帶影響，香港廣泛地區有大雨。香港天文台於9月24日上午10時10分發出雷暴警告，並於11時05分發出黃色暴雨警告信號。上午11時45分至中午12時45分期間，荃灣、中西區、南區及葵青更分別錄得67、64、63及51毫米雨量。由於黑格比快速遠離，天文台在9月24日下午12時50分直接取消所有熱帶氣旋警告信號。暴雨則持續影響香港數小時，天文台在同日下午4時20分取消所有暴雨警告信號。

#### 影響
風暴期間，天文台測風網絡8個指定自動氣象站全部錄得強風以上的風速，當中4個錄得烈風，其中1個更錄得暴風，代表三號及八號信號均達標，為採用此測風網絡以來第2次達標的八號信號，以及第2次錄得全面強風。長洲、西貢、機場、啟德、濕地公園、青衣、打鼓嶺及沙田錄得最高10分鐘平均風速為每小時113、82、81、67、48、46、45及42公里。黑格比帶來的風力是自同年颱風鸚鵡、1999年颱風約克、2003年颱風杜鵑和2006年颱風派比安以來最猛烈，比起令天文台發出九號信號的1997年颱風維克托、1999年颱風瑪姬、2009年颱風莫拉菲還要強。如果只和同屬八號信號的熱帶氣旋比較，則是自1993年颱風高蓮和強烈熱帶風暴貝姬以來最強。與鸚鵡相比，西貢風力未達暴風程度，機場風力亦稍比鸚鵡遜色，青衣也只達強風，還比濕地公園的風力稍弱；但長洲及啟德亦超越鸚鵡帶來的風力，其中啟德的風力達到烈風程度。另外與2006年颱風派比安相比，長洲的風力則與派比安相若，而相比多個熱帶氣旋明顯更猛烈，甚至直逼颶風程度。
根據天文台的事後報告，颱風黑格比為香港帶來的風暴潮是數十年來最嚴重的。維多利亞港內的鰂魚涌最高潮位為海圖基準面再高3.53米，一度是自1962年超強颱風溫黛吹襲以來最高的紀錄，但紀錄已被2017年超強颱風天鴿打破，而大埔滘錄得3.77米，是自1979年超強颱風荷貝以來的最高紀錄。而較接近黑格比中心的橫瀾島潮汐站，更在當晚失靈。

### 澳門
- 當地懸掛之最高熱帶氣旋信號：  八號東北風球 /   八號東南風球

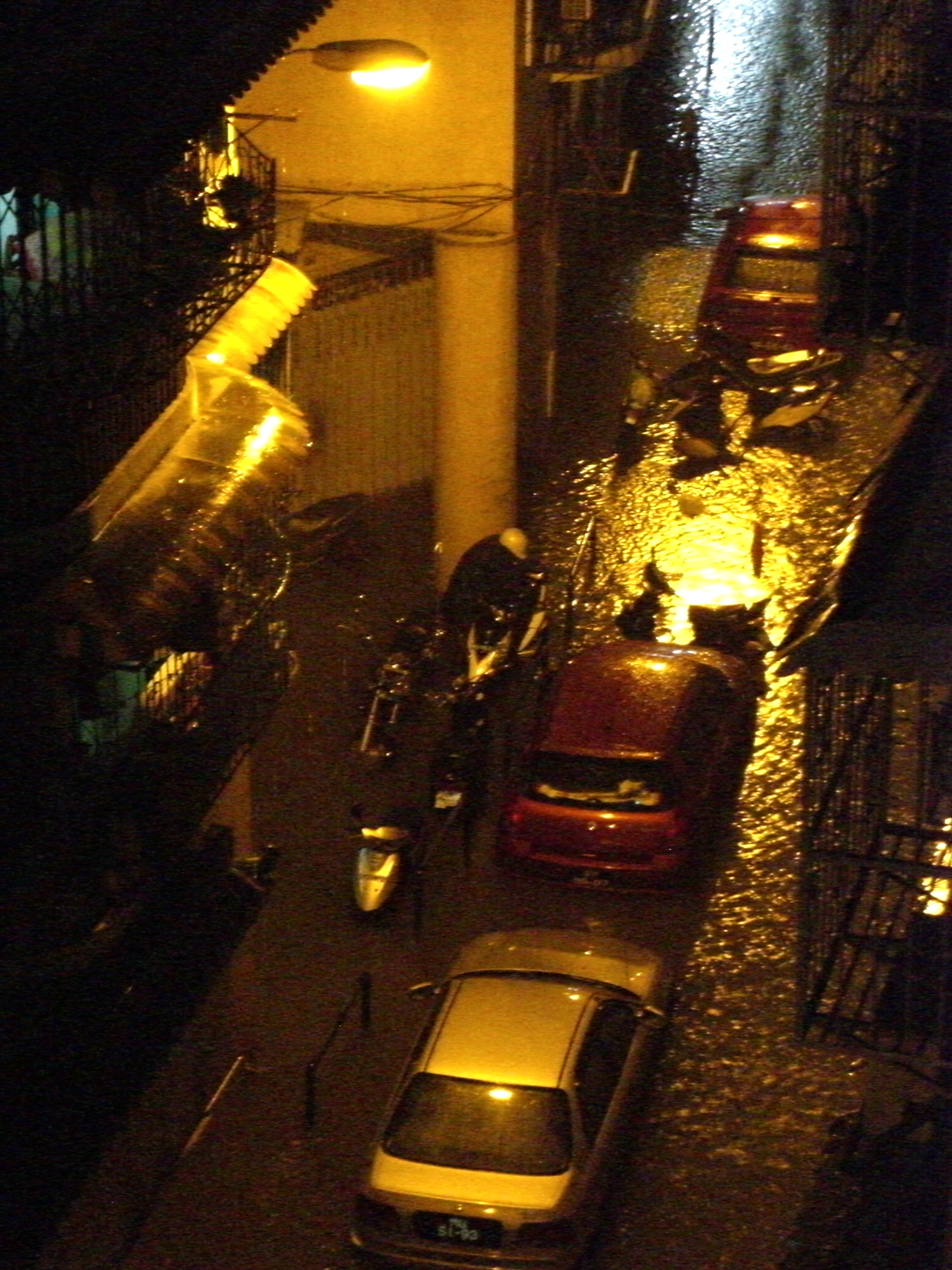
凌晨時份澳門下環河邊新街帶水圍，巷內水浸水位最高時有一米多

- 最接近當地時間：9月23日晚上11時
- 最接近當地位置：澳門以南約140公里

#### 概述
颱風黑格比來襲澳門前夕，受外圍下沉氣流所影響，氹仔大潭山氣象站在下午4時多錄得攝氏37.8度的高溫，是該年全年最高氣溫，亦是該站成立以來9月份最高氣溫紀錄，也是歷年9月份的第3高溫。  而濕度亦只有29%，相當接近9月份最低濕度紀錄。而九澳站則錄得37.6度。
澳門地球物理暨氣象局在9月22日晚上10時懸掛一號風球；翌日下午1時改發三號風球。
氣象局在晚上6時於大潭山氣象站錄得一小時平均風力為72公里，隨即宣佈將於晚上7時15分改掛八號東北風球 ，當時黑格比距離澳門東南偏南190公里，在過去一小時，氣象局大潭山氣象站錄得最高平均風力每小時69公里，風速屬於疾勁，陣風時速99.7公里，氣象局預料，本澳風勢將逐漸增強，雨勢漸趨頻密，黑格比將於明日凌晨最接近本澳，今晚會維持懸掛八號風球。在晚上8時，颱風黑格比距離澳門東南偏南190公里，以時速28公里向西移動，大致趨向廣東西部，在過去一小時，氣象局大潭山氣象站錄得最高風力時速70公里，錄得最高陣風每小時104公里。黑格比在晚上11時最接近澳門，於澳門西南偏南約140公里掠過，氣象局表示在過去一小時，氣象局在大潭站錄得最高平均風力每小時77公里，多吹東北風，嘉樂庇大橋氣象站錄得最高陣風時速114公里。 
在9月23日午夜，氣象局表示，隨著黑格比在本澳以南掠過，風向由東北轉吹偏東風，風勢會持續加強至烈風至颶風的程度，雨勢頻密，以現時黑格比移動的路徑會於凌晨最接近本澳，過去1小時，氣象局在嘉樂庇大橋氣象站錄得最高平均風力每小時110公里，多吹東北偏東風，並錄得最高陣風時速146公里。 在凌晨2時，颱風黑格比距離澳門西南約150公里，在過去一小時，氣象局在西灣大橋氣象站錄得最高平均風力每小時100公里，多吹東風，並錄得最高陣風時速130公里，氣象局呼籲市民做好防風措施，減少外出以及密切留意最新風暴消息，氣象局亦將會於未來數小時內改掛8號東南烈風信號。氣象局在凌晨3時改掛八號東南風球。在凌晨4時，颱風黑格比距離澳門西南約180公里，氣象局表示，預料颱風黑格比將於未來數小時內登陸廣東省西岸，將會視乎實際情況考慮改掛更低風球，隨著黑格比於本澳南面掠過，本澳現時吹東南偏東風，風勢將持續維持於烈風至暴風程度，而在過去一小時，氣象局在嘉樂庇大橋氣象站錄得最高平均風力每小時90公里，多吹偏東風，並錄得最高陣風時速112公里。 在凌晨5時，氣象局表示，八號風球7時前仍然會懸掛，並會視乎實際情況考慮改掛更低風球，當時黑格比距離本澳西南偏南約220公里，在過去一小時，氣象局在嘉樂庇大橋氣象站錄得最高平均風力每小時93公里，多吹偏東風，並錄得最高陣風時速121公里。在清晨6時，黑格比距離澳門西南偏南約230公里，氣象局預計颱風黑格比會在陽江至湛江一帶登陸，而在過去一小時，氣象局在嘉樂庇大橋氣象站錄得最高平均風力每小時82公里，多吹偏東風，並錄得最高陣風時速106公里。 在早上8時，黑格比距離澳門西南偏西約280公里。氣象局表示，颱風黑格比已於陽江至湛江一帶登陸，隨著黑格比漸漸遠離本澳，氣象局會在9時後考慮改掛更低風球，而在過去1小時，氣象局在路環發電廠氣象站錄得最高平均風力每小時64公里，多吹偏東南風。而最高陣風就在西環大橋氣象站錄得，時速是105公里。
在八號風球懸掛時，海浪打上新口岸友誼大馬路近水塘的一段馬路並導致水浸，青洲、內港、下環及離島等低窪地區均出現海水倒灌水浸，其中新馬路有電錶房被水淹過漏電着火，導致內港一帶一度出現停電，1000餘戶受停電影響。 尤其福隆新街一帶商舖全部被淹，料損失慘重，不少大廈居民地下電錶因水浸著火，居民扶老攜幼湧上天台暫避。消防員因恐觸電，一時無法接近救援，情況混亂。電力公司派員搶修，全澳共有5個用戶變電站受水浸影響，直至24日晚仍然有大廈未恢復供電。友誼大馬路白雲花園至雷達站一段也見海水倒灌，積水很深，多輛汽車死火，加上該路段街燈疑因強風下停電，車主極為狼狽。 筷子基、黑沙環新填海區、關閘等鮮有發生水浸的地方也告水淹。新橋區也不能倖免，商戶因為毫無防備，損失慘重。颱風下，專營公司未能完成傾倒垃圾工作，至水浸地區滿佈隨水漂浮的垃圾。 水浸情況持續整個凌晨時段，至23日清晨6時許才漸退，商戶趕緊清理積水，海味、手信店損失最嚴重，大量貨品被浸毀，損失數萬至數百萬元。座駕被浸的車主，除部分自行維修外，大都送往車行維修，逼爆車行。事後澳門氣象局制定風暴潮警告信號警告風暴潮的災害。
在八號風球生效期間，颱風黑格比襲澳期間，共有5人因颱風而受傷。 另外，民防中心共接獲218宗事故，分別如下: 海上事故2宗，建築物意外78宗，支援行動8宗，公共道路事故130宗。各區多處有塌樹、招牌搖搖欲墜，氹仔廣東大馬路深夜接連有鋁窗墮街，友誼橋大馬路一列長逾百米鐵欄被強風吹脫，布拉幹薩街有大型招牌墮街，幸無人受傷。一艘中國大陸貨船懷疑出現故障，撞到機場的引橋，水警派出蛙人搜救，當時無人在船人，事件中沒有人受傷。而澳氹跨海大橋亦在9月22日晚上11時至午夜期間曾多次一分鐘平均風力錄得颶風程度，黑格比所帶來的風力亦較以往部分九號風球更強。
是次為澳門自1968年有記錄至今於同一年內懸掛最多的八號風球，平了1993年的4次記錄。由於黑格比逐漸遠離澳門，澳門地球物理暨氣象局於9月24日上午9時半改掛三號風球，至下午4時正除下所有風球。

#### 後續影響
黑格比肆虐後，澳門多處地區垃圾和雜物堆積如山，需一段時間才能清理，在風後兩日已清理垃圾2500噸，較平日700噸的水平，額外清理垃圾逾1100噸，估計垃圾的高峰期已過，相信風後額外清理的垃圾會多達2000噸。該暴風亦令澳門社會經濟損失不少，澳門政府事後加強有關防暴風設備和措施，加大資源予氣象局增監測天氣系統。
受到颱風黑格比期間的特大水浸影響，造成河邊新街行人天橋的扶手電梯部份機件損壞，需要進行更換及維修，因此未能按原定計劃於9月份進行驗收。關閘地下客運站受水淹所困，關閘總部曾有一段短時間停用。
風暴過後數百車輛遭水浸排隊修，澳門多家車行均表示，颱風過後，車主陸續將壞車送到車行維修，更有車行收到400多部待修電單車，現時已著令員工加班及取消休假以應付。由於待修車輛數量眾多，遠超車行所能負擔，多家車行應接不暇。位於高士德區的電單車行負責人表示，颱風過後，不少車主陸續推電單車到車行檢查，直至現時為止，收到近百部損壞電單車，每輛電單車維修約1小時，現時尚有數10部等待維修。雖然需求激增，但該車行表示不會坐地起價。該負責人稱，價格因損壞程度而定，平均每部電單車的維修費約400至過千元不等，普遍要將死氣喉、化油器放水和清洗油缸等簡單程序，如果部分機件損毀嚴重，就要更換，價格因機件而異。

#### 雨量
| 氣象站         | 信號懸掛期間總雨量(毫米) |
| -------------- | ------------------------ |
| 大潭山         | 83.6                     |
| 嘉樂庇總督大橋 |                          |
| 友誼大穚(北)   |                          |
| 大砲台山       | 80.8                     |
| 孫逸仙紀念公園 | 104.8                    |
| 九澳           | 81.4                     |
| 西灣大橋       |                          |

### 中國大陸
當地發佈之最高颱風預警信號： 颱風紅色預警信號
廣東省發佈之最高颱風預警信號： 颱風紅色預警信號
廣東省大部分沿海地區均有發出颱風預警信號。9月24日下午1時，黑格比位於湛江市西北約80公里。

### 越南
黑格比登陆后为越南带来大量降雨，截至9月29日，水灾在该国至少造成41人死亡，经济损失达6500万美元。

## 熱帶氣旋警告使用紀錄

### 臺灣
| 交通部中央氣象局 颱風警報 | 交通部中央氣象局 颱風警報 | 交通部中央氣象局 颱風警報 |
| ------------------------- | ------------------------- | ------------------------- |
| 上一熱帶氣旋              | 海上颱風警報              | 下一熱帶氣旋              |
|                           | 海上颱風警報              |                           |
|                           | 陸上颱風警報              |                           |

### 香港
| 香港天文台 熱帶氣旋警告信號 | 香港天文台 熱帶氣旋警告信號 | 香港天文台 熱帶氣旋警告信號 |
| --------------------------- | --------------------------- | --------------------------- |
| 上一熱帶氣旋                | 一號戒備信號                | 下一熱帶氣旋                |
| 颱風鸚鵡                    | 一號戒備信號                | 熱帶風暴海高斯              |
| 颱風鸚鵡                    | 三號強風信號                | 熱帶風暴浪卡                |
| 強烈熱帶風暴北冕            | 八號東北烈風或暴風信號      | 颱風巨爵                    |
| 強烈熱帶風暴北冕            | 八號東南烈風或暴風信號      | 強烈熱帶風暴天鵝            |
| 颱風鸚鵡                    | 八號烈風或暴風信號          | 颱風莫拉菲                  |

### 澳門
| 地球物理暨氣象局 熱帶氣旋信號 | 地球物理暨氣象局 熱帶氣旋信號 | 地球物理暨氣象局 熱帶氣旋信號 |
| ----------------------------- | ----------------------------- | ----------------------------- |
| 上一熱帶氣旋                  | 一號風球                      | 下一熱帶氣旋                  |
| 颱風鸚鵡                      | 一號風球                      | 熱帶風暴海高斯                |
| 颱風鸚鵡                      | 三號風球                      | 熱帶風暴浪卡                  |
| 強烈熱帶風暴北冕              | 八號東北風球                  | 強烈熱帶風暴天鵝              |
| 強烈熱帶風暴北冕              | 八號東南風球                  | 強烈熱帶風暴天鵝              |
| 颱風鸚鵡                      | 八號風球                      | 強烈熱帶風暴天鵝              |

## 外部連結
- （英文）https://web.archive.org/web/20090826230250/http://metocph.nmci.navy.mil/jtwc.php 聯合颱風警報中心首頁
- （日語）http://www.jma.go.jp/jma/index.html （页面存档备份，存于） 日本氣象廳首頁
- （繁體中文）http://www.cwb.gov.tw （页面存档备份，存于） 中央氣象局首頁
- （英文）http://www.pagasa.dost.gov.ph/ （页面存档备份，存于） 菲律賓大氣地球物理和天文管理局首頁
- （中文）http://www.hko.gov.hk （页面存档备份，存于） 香港天文台首頁
- （中文）http://www.smg.gov.mo （页面存档备份，存于） 澳門地球物理暨氣象局首頁